# Primal Fear/Diskografie
Diese Diskografie ist eine Übersicht über die musikalischen Werke der deutschen Power-Metal-Band Primal Fear.

## Alben

### Studioalben
| Jahr | Titel Musiklabel                                            | Höchstplatzierung, Gesamtwochen, AuszeichnungChartplatzierungen (Jahr, Titel, Musiklabel, Platzierungen, Wochen, Auszeichnungen, Anmerkungen) | Höchstplatzierung, Gesamtwochen, AuszeichnungChartplatzierungen (Jahr, Titel, Musiklabel, Platzierungen, Wochen, Auszeichnungen, Anmerkungen) | Höchstplatzierung, Gesamtwochen, AuszeichnungChartplatzierungen (Jahr, Titel, Musiklabel, Platzierungen, Wochen, Auszeichnungen, Anmerkungen) | Anmerkungen                              |
| Jahr | Titel Musiklabel                                            | DE | AT | CH | Anmerkungen                              |
| ---- | ----------------------------------------------------------- | --- | --- | --- | ---------------------------------------- |
| 1998 | Primal Fear Nuclear Blast                                   | DE48 (4 Wo.)DE | — | — | Erstveröffentlichung: 2. Februar 1998    |
| 1999 | Jaws of Death Nuclear Blast                                 | DE49 (2 Wo.)DE | — | — | Erstveröffentlichung: 10. Juni 1999      |
| 2001 | Nuclear Fire Nuclear Blast                                  | DE37 (1 Wo.)DE | — | — | Erstveröffentlichung: 29. Januar 2001    |
| 2002 | Black Sun Nuclear Blast                                     | DE55 (1 Wo.)DE | — | — | Erstveröffentlichung: 24. April 2002     |
| 2004 | Devil’s Ground Nuclear Blast                                | DE67 (1 Wo.)DE | — | — | Erstveröffentlichung: 23. Februar 2004   |
| 2005 | Seven Seals Nuclear Blast                                   | DE65 (1 Wo.)DE | — | — | Erstveröffentlichung: 15. Oktober 2005   |
| 2007 | New Religion Frontiers Records                              | DE60 (1 Wo.)DE | — | — | Erstveröffentlichung: 21. September 2007 |
| 2009 | 16.6 (Before the Devil Knows You’re Dead) Frontiers Records | DE46 (1 Wo.)DE | — | — | Erstveröffentlichung: 22. Mai 2009       |
| 2012 | Unbreakable Frontiers Records                               | DE31 (1 Wo.)DE | AT74 (1 Wo.)AT | CH51 (1 Wo.)CH | Erstveröffentlichung: 20. Januar 2012    |
| 2014 | Delivering the Black Frontiers Records                      | DE13 (2 Wo.)DE | AT64 (1 Wo.)AT | CH36 (1 Wo.)CH | Erstveröffentlichung: 24. Januar 2014    |
| 2016 | Rulebreaker Frontiers Records                               | DE19 (2 Wo.)DE | AT60 (1 Wo.)AT | CH35 (1 Wo.)CH | Erstveröffentlichung: 22. Januar 2016    |
| 2018 | Apocalypse Frontiers Records                                | DE10 (3 Wo.)DE | AT43 (1 Wo.)AT | CH12 (3 Wo.)CH | Erstveröffentlichung: 10. August 2018    |
| 2020 | Metal Commando Nuclear Blast                                | DE7 (3 Wo.)DE | AT28 (1 Wo.)AT | CH6 (4 Wo.)CH | Erstveröffentlichung: 24. Juli 2020      |
| 2023 | Code Red Atomic Fire                                        | DE6 (1 Wo.)DE | AT36 (1 Wo.)AT | CH6 (1 Wo.)CH | Erstveröffentlichung: 1. September 2023  |

### Livealben
| Jahr | Titel Musiklabel                                    | Höchstplatzierung, Gesamtwochen, AuszeichnungChartplatzierungen (Jahr, Titel, Musiklabel, Platzierungen, Wochen, Auszeichnungen, Anmerkungen) | Höchstplatzierung, Gesamtwochen, AuszeichnungChartplatzierungen (Jahr, Titel, Musiklabel, Platzierungen, Wochen, Auszeichnungen, Anmerkungen) | Höchstplatzierung, Gesamtwochen, AuszeichnungChartplatzierungen (Jahr, Titel, Musiklabel, Platzierungen, Wochen, Auszeichnungen, Anmerkungen) | Anmerkungen                        |
| Jahr | Titel Musiklabel                                    | DE | AT | CH | Anmerkungen                        |
| ---- | --------------------------------------------------- | --- | --- | --- | ---------------------------------- |
| 2017 | Angels of Mercy – Live in Germany Frontiers Records | DE68 (1 Wo.)DE | — | — | Erstveröffentlichung: 2. Juni 2017 |

Weitere Livealben
- 2010: Live in the USA (Frontiers Records)

### Kompilationen
- 2006: Metal Is Forever (Nuclear Blast)
- 2017: Best of Fear (Frontiers Records)

### EPs
- 2002: Horroscope (Nuclear Blast)
- 2021: I Will Be Gone (Nuclear Blast)

## Singles
| Jahr | Titel Album      | Höchstplatzierung, Gesamtwochen, AuszeichnungChartplatzierungen (Jahr, Titel, Album, Platzierungen, Wochen, Auszeichnungen, Anmerkungen) | Höchstplatzierung, Gesamtwochen, AuszeichnungChartplatzierungen (Jahr, Titel, Album, Platzierungen, Wochen, Auszeichnungen, Anmerkungen) | Höchstplatzierung, Gesamtwochen, AuszeichnungChartplatzierungen (Jahr, Titel, Album, Platzierungen, Wochen, Auszeichnungen, Anmerkungen) | Anmerkungen                                             |
| Jahr | Titel Album      | DE | AT | CH | Anmerkungen                                             |
| ---- | ---------------- | --- | --- | --- | ------------------------------------------------------- |
| 2021 | I Will Be Gone – | DE91 (1 Wo.)DE | — | — | Erstveröffentlichung: 9. April 2021 feat. Tarja Turunen |

Weitere Singles
- 2002: Out in the Fields (Vinyl)
- 2004: Metal Is Forever
- 2005: Seven Seals
- 2011: Bad Guys Wear Black
- 2013: When Death Comes Knocking
- 2016: The End Is Near
- 2016: Bullets & Tears
- 2016: Angels of Mercy
- 2018: Hounds of Justice
- 2018: King of Madness
- 2018: The Ritual
- 2018: Crucify Me

## Videografie

### Videoalben
- 2003: The History of Fear (Nuclear Blast)

### Musikvideos
| - 2001: Angel in Black - 2004: Metal Is Forever - 2004: The Ritual - 2004: The Healer - 2005: Seven Seals - 2007: Fighting the Darkness - 2007: Sign of Fear - 2009: Six Times Dead - 2012: Bad Guys West Black | - 2013: When Death Comes Knocking - 2014: King for a Day - 2014: Alive and on Fire - 2016: Angels of Mercy - 2016: The End Is Near - 2018: King of Madness - 2018: Blood, Sweat & Fear - 2021: I Will Be Gone (feat. Tarja Turunen) |

## Statistik

### Chartauswertung
|                     | DE     | AT    | CH    |
| ------------------- | ------ | ----- | ----- |
| Nummer-eins-Alben   | DE—DE  | AT—AT | CH—CH |
| Top-10-Alben        | DE3DE  | AT—AT | CH2CH |
| Alben in den Charts | DE15DE | AT6AT | CH6CH |

|                       | DE    | AT    | CH    |
| --------------------- | ----- | ----- | ----- |
| Nummer-eins-Singles   | DE—DE | AT—AT | CH—CH |
| Top-10-Singles        | DE—DE | AT—AT | CH—CH |
| Singles in den Charts | DE1DE | AT—AT | CH—CH |